# 340 Eduarda
340 Eduarda là một tiểu hành tinh ở vành đai chính. Nó được Max Wolf phát hiện ngày 25.9.1892 ở Heidelberg, và được đặt theo tên nhà thiên văn học nghiệp dư người Đức Heinrich Eduard von Lade.